# Fieldsches Metall
Fieldsches Metall ist eine annähernd eutektische Legierung, die bei ungefähr 62 °C schmilzt. Es ist benannt nach Simon Quellen Field.

## Zusammensetzung
Fieldsches Metall besteht aus Indium, Bismut und Zinn mit folgenden Masseanteilen:
- 51 % Indium (In)
- 32,5 % Bismut (Bi)
- 16,5 % Zinn (Sn)

Das Massenverhältnis ist somit ungefähr 3 : 2 : 1. Unter Berücksichtigung der Atommassen ergibt sich ein Stoffmengenverhältnis von ca.  3,2 : 1,1 : 1.

## Verwendung
Fieldsches Metall ist zum Beispiel als Gusslegierung geeignet. Da es in flüssigem Zustand Glas benetzt, kann es auch als Lot für Glas verwendet werden.
Allgemein kann es als ungiftiger Ersatz für das cadmium- und bleihaltige, bei etwa 73–77 °C schmelzende Woodsche Metall dienen. Ein Nachteil liegt hier beim Preis, der aufgrund des Gehaltes an Indium recht hoch ist.